# Kratki rezovi (1993.)
Kratki rezovi (eng. Short Cuts) je američka drama iz 1993. godine koju je režirao Robert Altman. Snimljena je prema scenariju čiji su autori Altman i Frank Barhydt, a kao inspiracija poslužile su devet kratkih priča i jedna pjesma autora Raymonda Carvera. Kao mjesto radnje filma grad Los Angeles mijenja pacifički sjeverozapad iz Carverovih priča, a sam film prati dvadeset i dva glavna lika koji su međusobno povezani na različite načine. Glavne teme filma su slučajnost (vjerojatnost) i sreća, a mnoge priče vrte se oko smrti i nevjere.
Film je u SAD-u distribuirala kompanija Fine Line Features, a sa svojom službenom kino distribucijom krenuo je 3. listopada 1993. godine uz vrlo pozitivne kritike. Posebno DVD izdanje u izdanju Criteriona pušteno je u prodaju 2004. godine, a sastojalo se od 2 diska, kolekcije Carverovih kratkih priča i eseja u obliku male knjižice o samom filmu.

## Radnja
Dr. Ralph Wyman (Matthew Modine) i njegova supruga Marian (Julianne Moore) upoznaju bračni par Stuarta i Claire Kane (Fred Ward i Anne Archer) na koncertu i spontano dogovaraju zajedničku večeru u nedjelju navečer, premda će narednog vikenda oba braka u cijelosti otkriti sve svoje slabosti. Ralph i Marian Wyman izbjegavaju razgovarati o vlastitoj tabu temi koja potkopava njihov brak, a Stuart odlazi u ribolov sa svojim prijateljima (Buck Henry i Huey Lewis) tijekom kojeg otkrivaju mrtvo tijelo u vodi. Nakon povratka, njegova supruga Claire užasnuta je ponašanjem Stuarta i njegovih prijatelja koji su ostavili djevojku u vodi kako bi nastavili s ribolovom.
U međuvremenu konobarica Doreen Piggot (Lily Tomlin), čiji je suprug Earl (Tom Waits) verbalni nasilni alkoholičar, slučajno svojim automobilom udari mladog Caseyja Finnigana (Zane Cassidy). Nakon što dječak odšeta s mjesta nesreće ona pomisli da je s njim sve u redu, ali nikad neće saznati za fatalne posljedice sudara ili za veliku brigu njegovih roditelja Howarda (Bruce Davison) i Ann Finnigan (Andie MacDowell) nakon što ih lokalni pekar (Lyle Lovett) počinje maltretirati kada nitko ne preuzme Caseyjevu rođendansku tortu koju je ispekao. Howardov otuđeni otac Paul Finnigan (Jack Lemmon) nakon 20 godina odsutnosti dolazi u bolnicu s pričom o vlastitoj nevjeri. Doreenina kćerka Honey (Lili Taylor) oženjena je za Billa Busha (Robert Downey, Jr.), čovjeka kojeg uzbuđuje sadizam. Njihovi prijatelji Lois (Jennifer Jason Leigh) i Jerry Kaiser (Chris Penn) imaju vlastitih bračnih problema; Lois za život zarađuje na vrućoj liniji što njezin seksualni život u najmanju ruku čini indiferentnim, a što Jerryju (čistaču bazena čiji je jedan od klijenata i obitelj Finnigan) jako smeta.
Gene Shepard (Tim Robbins) korumpirani je policajac koji vara svoju suprugu Sherri (Madeleine Stowe) i koji uopće ne shvaća da njegova žena za njegovu nevjeru zna već odavno - i naprosto ne mari. Geneova ljubavnica je Betty Weathers (Frances McDormand), a osoba kojoj se Sherri najviše povjerava je Marian, njezina sestra. 
Sve ove priče međusobno su povezane glazbenim sekvencama koje sviraju Zoe (Lori Singer), depresivna čelistica i njezina ogorčena majka, pjevačica jazza Tess (Annie Ross) koje su zapravo susjede obitelji Finnigan.

## Glumačka postava
- Matthew Modine kao Dr. Ralph Wyman
- Julianne Moore kao Marian Wyman
- Fred Ward kao Stuart Kane
- Anne Archer kao Claire Kane
- Buck Henry kao Gordon Johnson
- Huey Lewis kao Vern Miller
- Lily Tomlin kao Doreen Piggot
- Tom Waits kao Earl Piggot
- Zane Cassidy kao Casey Finnigan
- Bruce Davison kao Howard Finnigan
- Andie MacDowell kao Ann Finnigan
- Lyle Lovett kao Andy Bitkower
- Jack Lemmon kao Paul Finnigan
- Lili Taylor kao Honey Piggot Bush
- Robert Downey, Jr. kao Bill Bush
- Jennifer Jason Leigh kao Lois Kaiser
- Chris Penn kao Jerry Kaiser
- Tim Robbins kao Gene Shepard
- Madeleine Stowe kao Sherri Shepard
- Frances McDormand kao Betty Weathers
- Lori Singer kao Zoe Trainer
- Annie Ross kao Tess Trainer
- Peter Gallagher kao Stormy Weathers
- Jarrett Lennon kao Chad Weathers

## Produkcija
Prema izjavi asistenta produkcije Mikea Kaplana, prva verzija scenarija napisana je 1989. godine. Film se samo djelomično snimao u Los Angelesu (država Kalifornija). Snimanje je trajalo od 26. srpnja do 1. listopada 1992. godine.

## Knjiga
Nakon što je film krenuo u kina izdana je i knjiga koja se sastoji od svih devet priča i jedne pjesme koje su inspirirale film. Altman je napisao vlastiti uvod u knjigu koji se sastojao od njegovog vlastitog iskustva prilikom stvaranja filma i vlastitih interpretacija Carverovih priča.
Popis priča:
1. "Neighbors"
2. "They're Not Your Husband"
3. "Vitamins"
4. "Will You Please Be Quiet, Please?"
5. "So Much Water So Close to Home"
6. "A Small, Good Thing"
7. "Jerry and Molly and Sam"
8. "Collectors"
9. "Tell the Women We're Going"
10. "Lemonade" (pjesma)

## Nagrade i nominacije
Robert Altman nominiran je u kategoriji najboljeg redatelja za prestižnu filmsku nagradu Oscar, a također je zaradio i nominaciju skupa s Frankom Barhydtom za najbolji scenarij za nagradu Zlatni globus 1993. godine. Kompletna glumačka postava osvojila je posebnu nagradu Zlatni globus za svoje glumačke izvedbe. Film je, također, osvojio i glavnu nagradu Zlatni lav te nagradu Volpi Cup za najbolju izvedbu kompletne glumačke postave na filmskom festivalu u Veneciji.

## Vanjske poveznice
- Kratki rezovi u internetskoj bazi filmova IMDb-a
- Kratki rezovi na Box Office Mojo
- Kratki rezovi na Rotten Tomatoes